# Дихати (фільм)
«Дихати» (словен. Dih) — словенський науково-фантастичний трилер 1983 року від режисера Божо Шпрайца та сценариста Желько Козинца.

## Сюжет та його інтерпретація
Події фільму розгортаються в Любляні найближчого майбутнього. Головний герой (зіграв Драго Поточняк) — молодий лікар-фармацевт, виявляє таємничу легеневу хворобу, яка вбиває дітей, котрі побували в лікарні. Він прагне розповісти про небезпеку громадськості, проте на заваді цьому стає адміністрація лікарні та місцева влада.
«Дихання» викликав багато уваги через надзвичайно похмурий сюжет, який, як і у випадку з тематично спорідненим фільмом «Варіола Вера», пізніше був інтерпретований як відображення глибокої економічної кризи, в якій опинилася тодішня держава, і повне розчарування в її суспільно-політичній системі. Привертає також увагу заключна сцену озброєних солдатів ЮНА, які сідають у потяг та їдуть «кудись на південь», що можна зрозуміти як коментар початку косовської кризи, а згодом як пророчий фільм про війни, які знищать Югославію.

## У ролях
- Деса Муцк
- Звоне Грибар — Боян
- Андрей Нахтігал — директор
- Дам'яна Черен
- Іво Бан — Юрій
- Ангелка Глебце
- Ранко Гушевац
- Фарук Беголлі — Хайрудін
- Сильво Божич
- Стане Ямникар
- Лідія Єнко
- Метод Певец
- Ніна Неманич
- Златко Шугман — бригадир
- Рената Філач
- Тея Глажар — Бранка
- Божо Спайц — журналіст
- Лойзе Розман — Габрич
- Гоймир Лешняк
- Берта Боєту
- Деметер Бітенц — Берглес
- Франц Марковчич
- Бранко Штрубей
- Полде Бибич — Смільян
- Ела Оркшлар
- Драга Поточняк —Барбара
- Тіне Оман
- Бранко Миклавц — професор
- Марко Окорн
- Тея Ветровец
- Мілена Жупанчич — Гоймирка
- Йоже Вуншек
- Войко Жидар — Фео
- Алеш Варич — Копривнікар
- Метода Зорчич — Мія
- Янез Вуєвец — директор
- Аля Ткачева